# Terence Yin
Pour les articles homonymes, voir Yin (homonymie).
Terence Yin (chinois traditionnel : 尹子維 ; pinyin : Yǐn Zǐwéi ; cantonais Jyutping : Wan Jiwai), né le 19 mai 1975 à Hong Kong, est un acteur américano-chinois.

## Filmographie
- 1998 : Bishonen : K.S
- 1999 : Metade Fumaca : Brother Chai
- 1999 : Gen-X Cops : Tooth
- 2000 : Dial D for Demons : PJ
- 2000 : The City of Lost Souls : Riku
- 2000 : Skyline Cruisers
- 2001 : Martial Angels : Bone
- 2002 : Black Mask 2: City of Masks : Dr David
- 2002 : Dead or Alive 3 : Fong
- 2003 : The Trouble-Makers : Szeto Ginyi
- 2003 : Lara Croft : Tomb Raider, le berceau de la vie : Xien
- 2003 : Colour of the Truth : Cyclops
- 2004 : New Police Story : Fire
- 2005 : Drink-Drank-Drunk : Wanderer
- 2006 : The Heavenly Kings
- 2006 : McDull, the Alumni
- 2006 : L'Expert de Hong-Kong : Max Hung
- 2008 : Jingwu Chen Zhen
- 2009 : Look for a Star : Joseph
- 2009 : Vengeance : Chu
- 2011 : Don't Go Breaking My Heart
- 2011 : La Vie sans principe : M. Sung
- 2012 : Strangers 6
- 2012 : Cold War : Man To
- 2012 : L'Homme aux poings de fer
- 2013 : Special ID : Terry
- 2013 : Firestorm : Goofy
- 2013 : Lost for Words : Victor
- 2015 : Wild City
- 2016 : Cold War 2 : Man To
- 2016 : S Storm : Tang Siu-hung
- 2017 : Love Contractually
- 2017 : Chasing the Dragon : le frère de Tong
- 2017 : Le Serpent aux mille coupures : Tod